# گودوین نایت
گودوین جس نایت (انگلیسی: Goodwin Jess Knight؛ ۹ دسامبر ۱۸۹۶ – ۲۲ مهٔ ۱۹۷۰) یک افسر و سیاستمدار اهل ایالات متحده آمریکا بود. نایت در فاصله سال‌های ۱۹۵۳–۱۹۵۹ سی و یکمین فرماندار ایالت کالیفرنیا بود.